# 8777 Torquata
8777 Torquata è un asteroide della fascia principale. Scoperto nel 1977, presenta un'orbita caratterizzata da un semiasse maggiore pari a 2,7558547 UA e da un'eccentricità di 0,1312429, inclinata di 9,87961° rispetto all'eclittica.